# Sélecteur de tir
 (juillet 2024).
Si vous disposez d'ouvrages ou d'articles de référence ou si vous connaissez des sites web de qualité traitant du thème abordé ici, merci de compléter l'article en donnant les références utiles à sa vérifiabilité et en les liant à la section « Notes et références ».
| Sélecteur de tir du SIG-550 |

Le sélecteur de tir est est la pièce permettant de choisir entre la position de sureté et un mode de tir sur une arme semi-automatique (sureté, coup-par-coup) ou une arme automatique (sureté, coup-par-coup, rafale limitée, rafale libre, etc.).
Il prend le plus souvent l'apparence d'un levier pivotant sur les différentes positions.
Le sélecteur de tir se trouve généralement à portée des doigts du tireur et est de plus en plus souvent ambidextre de telle manière qu'il puisse modifier le mode de tir, aussi bien pour tireur gaucher que droitier, sans avoir besoin de lâcher son arme.
Sur certaines armes, le sélecteur de tir joue sur la course progressive de la détente, il la bloque en position sureté, la libère sur une partie de sa course en position coup-par-coup et la libère complètement sur la position rafale. En position rafale, le tireur doit donc tenir compte de la course progressive de la détente qui, lorsqu'elle n'est pas enfoncée à fond, provoquera un tir en   coup par coup au lieu du tir en rafale sélectionné. 